# Turza Mała (Ukraina)
Turza Mała  (alt. Turza Gniła, ukr. Мала Тур'я) – wieś na Ukrainie, w  obwodzie iwanofrankiwskim, w rejonie dolińskim
Przed 1939 r. wieś gminna w województwie stanisławowskim, w dawnym powiecie dolińskim.